# Anthonia Fatunsin
Anthonia Kehinde Fatunsin es una arqueóloga nigeriana, considerada la primera arqueóloga de Nigeria y la primera mujer en dirigir el Museo Nacional de Nigeria, en Ibadán. Su trabajo de campo se ha centrado sobre todo en la cerámica yoruba, especialmente de la comunidad de Owo.

## Trayectoria
En 1981, Fatunsin participó en las excavaciones del yacimiento de Igbo'laja e Ijebu-Owo en la ciudad de Owo para descubrir lo que se conoce como terracota de Owo, siendo la primera persona en dar una descripción exhaustiva a las características de las esculturas.
Fatunshin ha escrito sobre el papel de la arqueología en los museos nigerianos y su impacto en el patrimonio cultural del país. Ha sido reconocida como la pionera del pensamiento e interpretación arqueológica postcolonial en África.